# Jane River
Der Jane River ist ein Fluss im Südwesten des australischen Bundesstaates Tasmanien. 

## Geografie

### Flusslauf
Der rund 53 Kilometer lange Jane River entspringt auf den Lightning Plains im Zentrum des Franklin-Gordon-Wild-Rivers-Nationalparks und fließt zunächst nach Osten. Dann beschreibt der Fluss einen Halbkreis um die Surveyor Range und fließt so erst nach Süden und dann nach Westen. Rund zwei Kilometer nordwestlich des Goodwins Peak mündet er in den Franklin River.

### Nebenflüsse mit Mündungshöhen
Der Jane River hat folgende Nebenflüsse:
- Thirkells Creek – 320 m
- Erebus Rivulet – 309 m
- Algonkian Rivulet – 220 m
- Scotchfire Creek – 192 m
- Acheron River – 174 m
- Goodwins Creek – 80 m